# Love Is
Love Is dvostruki je studijski album britanskog rock sastava Eric Burdon & The Animals, kojeg diskografska kuća MGM objavljuje u prosincu 1968. godine.

## O albumu
Album je objavljen u Sjedinjenim Državama i Velikoj Britaniji i posljednji je prije nego što su se Animalsi raspali po drugi puta 1969. godine. Materijal na albumu sadrži samo studijske snimke te uključuje dionice Andyja Summersa gitariste sastava Police. On je kasnije napisao kako skladba "Coloured Rain" od sastava Traffic ima najduži solo ikad snimljen. Ostale cover skladbe na albumu su "I'm an Animal" od Slya Stonea i "To Love Somebody" od Bee Gees.

## popis pjesama

### Strana 1
1. "River Deep, Mountain High"  – 7:23
2. "I'm an Animal"  – 5:34
3. "I'm Dying (Or Am I?)"  – 4:28

### Strana 2
1. "Ring of Fire"  – 4:58
2. "Coloured Rain"  – 9:38

### Strana 3
1. "To Love Somebody"  – 6:55
2. "As the Years Go Passing By"  – 10:13

### Strana 4
1. "Gemini"  – 11:50
2. "The Madman (Running Through the Field)"  – 5:24

## Izvođači
- Eric Burdon — vokal
- John Weider — vokal, gitara
- Zoot Money — vokal, glasovir, orgulje, bas-gitara
- Andy Summers — gitara
- Barry Jenkins — bubnjevi